# Karel Lambrechts
Karel Lambrechts (Rotselaar, 6 december 1910 - Bonheiden, 30 december 1994) was een Belgisch volksvertegenwoordiger en collaborateur tijdens de Tweede Wereldoorlog.

## Levensloop
Lambrechts trouwde met Marieke Moret. Het huwelijk bleef kinderloos.
In 1930 werkte hij bij de afdeling Aalst van de Belgische Boerenbond en was hij medewerker voor een Vlaams-nationaal weekblad uit Rotselaar. In 1931 werd hij door Ernest Van den Berghe aangeworven om het Vlaamsch Nationaal Syndicaat (VNS) uit te bouwen en te organiseren. In 1932 was hij een korte tijd betrokken bij het Verbond van Nationale Arbeiders-Syndikaten, als beheerder. Als vrijgestelde spitste hij zijn actie vooral toe op de vakbondswerking voor Brussel en omstreken. Binnen het VNS nam hij de verantwoordelijkheid over Vlaams-Brabant en Limburg. Eind 1933 werd hij voorzitter van het syndicaat. Tussen 1933 en 1941 was hij ondervoorzitter van de werklozenkas Ik Dien, die onder leiding stond van Marcel De Ridder. Samen met deze laatste en met Jozef Devroe poogde hij vergeefs om het VNS zelfstandig te houden van het VNV, maar ze slaagden er niet in en legden er zich bij neer.
In 1936 werd hij voor het VNV verkozen tot lid van de Kamer van volksvertegenwoordigers voor het arrondissement Brussel en herkozen in 1939, wat hij bleef tot in 1946. In 1938 werd hij gemeenteraadslid van Vilvoorde. In 1936 werd hij lid van de Algemene Raad van Arbeidsorde en toen hij in 1940, onder de bezetting, Victor Leemans als voorzitter van deze organisatie opvolgde, verwachtte hij een vakbondsmonopolie te verkrijgen in Vlaanderen.
Hij zetelde alvast, namens Arbeidsorde, in het directiecomité van de Unie van Hand- en Geestesarbeiders, de door de bezetter opgelegde eenheidsvakbond. Sinds 1936 en tot 1943 was hij ook arrondissementsleider voor het VNV. In opdracht van het VNV reisde hij in 1941 mee met Vlaamse arbeiders naar Berlijn en kwam daar in conflict met de SS en met de annexionistische, in Berlijn aanwezige, Vlamingen van de DeVlag. Hij werd korte tijd gevangengezet en daarna uitgewezen met verbod nog in Duitsland te komen.
Terug in België werd hij door Staf De Clercq tot propagandaleider van het VNV aangesteld, in opvolging van Reimond Tollenaere. Hij werd een van de naaste medewerkers van Hendrik Elias. Na de Bevrijding, naar Duitsland gevlucht, bleef hij nog betrokken bij de (nutteloze) inspanningen van de Abwehr om in het bevrijde België terreurdaden uit te voeren en inlichtingsdiensten te organiseren.
Hij werd uiteindelijk opgepakt, aan België uitgeleverd en zwaar veroordeeld, zowel voor zijn collaboratie als voor het doorgeven aan de bezetter van informatie over Joden. Toen hij vrijkwam, werd hij zakenman en bleef actief in de kringen van voormalige collaborateurs als bestuurder van Broederband. Hij overleed in het Imeldaziekenhuis in Bonheiden.